# Sheridan, Wyoming
Sheridan är en stad i norra delen av den amerikanska delstaten Wyoming och är huvudort i Sheridan County. Med 17 444 invånare vid 2010 års folkräkning är staden även den största i Sheridan County, med mer än hälften av countyts invånare, och den sjätte största staden i Wyoming. 

## Geografi
Staden ligger vid Bighorn Mountains östra fot, på den plats där Little Goose Creek och Big Goose Creek förenas till Goose Creek. Detta vattendrag är i sin tur är ett biflöde till Tongue River.

## Historia
Ortens postkontor öppnades 1881 och orten kallades då Mandel. Följande år döptes den om av postmästaren John D. Loucks till Sheridan, efter kavallerigeneralen Philip Sheridan som var en av ledarna för nordstatsarmén under amerikanska inbördeskriget. 1892 anslöts orten till Chicago, Burlington and Quincy Railroad och följande år påbörjades kolbrytning i trakten. Sheridan växte snabbt till att bli ett regionalt centrum i norra Wyoming, med en betydande gruv-, jordbruks- och boskapsnäring. År 1900 var befolkningen omkring 1 500 personer och 1910 hade befolkningen vuxit till omkring 12 000 personer. Staden fick spårväg 1910 och hade ett omfattande butiks- och nöjesliv.
Hästuppfödning bedrevs på rancher i området och hästpolo introducerades som sport i slutet av 1800-talet av immigrerade brittiska arméofficerare från brittiska Indien.

## Kommunikationer
Genom staden passerar den öst-västliga kust till kust-motorvägen Interstate 90 mellan Seattle och Boston, samt de federala landsvägarna U.S. Route 14 och U.S. Route 87. Stadens spårväg drivs idag endast som säsongstrafik under sommaren.
Sheridan County Airport (IATA: SHR, ICAO: KSHR) ligger 4 kilometer sydväst om Sheridans centrum och har dagliga förbindelser till Denver.

## Kända invånare
- Jerry Andrus (1918–2007), magiker.
- Buck Brannaman (född 1962), hästtränare.
- John B. Kendrick (1857–1933), demokratisk politiker, Wyomings guvernör 1917–1933, bosatte sig utanför Sheridan 1879.
- John Howard Pyle (1906–1987), republikansk politiker, Arizonas guvernör 1951–1955.

## Källa
Den här artikeln är helt eller delvis baserad på material från engelskspråkiga Wikipedia, Sheridan, Wyoming, tidigare version.